# Himalájai tornyok

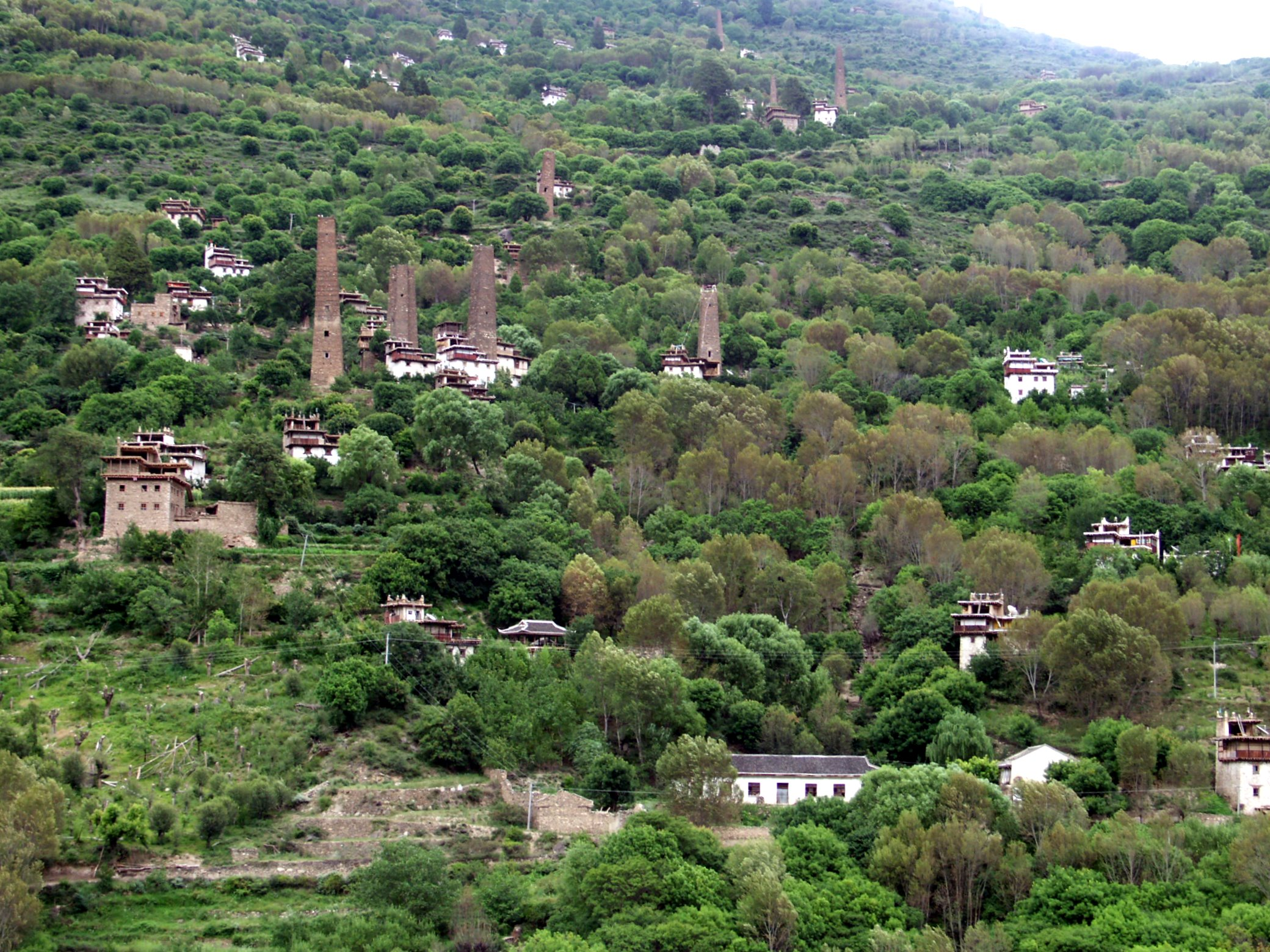
Himalája tornyok Tanpában (Danbában), Szecsuanban (Sichuanban)

A himalájai tornyok (pinjin hangsúlyjelekkel: Cáng mín gāo diāo, kínaiul :藏民高碉), jelentése magyarul: tibeti magas torony), leginkább védelmi célból épült kőtornyok, többnyire Khamszban (Kham), Tibet egyik tartományában, Szecsuanban (Sichuanban), Csangtang (Changtang) és Kungpo (Kongpo) régióiban, a mai csiangok (qiangok) által lakott vidékeken, valamint a Nyugati Hszia (Nyugati Xia) (Minyag) területén találhatók a tangutok lakta történelmi régióban.
A szilárdságuk érdekében sok tornyot csillag, hat- vagy nyolcszögletű vagy kereszt alaprajzúra és keresztmetszetűre építettek, szemben a kevésbé ellenálló négyzet, téglalap alapú megoldásokkal. Magasságuk néha meghaladja a 60 métert is.

## Történetük

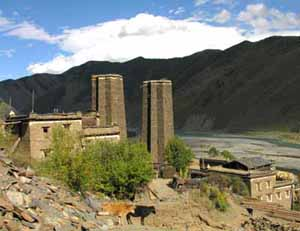
Minyagban, a Tibeti-felföld keleti részén található tornyok

Ezek a tornyok városokban és lakatlan vidékeken egyaránt megtalálhatók. Először a Ming-dinasztia idején (1368-1644) írták le őket. A Frederique Darragon által végzett szénizotópos kormeghatározás azt mutatja, hogy körülbelül 500-1800 évvel ezelőtt építették őket. Mivel általában akkoriban virágzó településekben találhatók, úgy gondolják, hogy elsődleges funkciójuk a család közösségen belüli presztízsének demonstrálása volt. Akkoriban a helyiek különösen a mongolokkal folytatott kereskedelemmel tettek szert gazdagságukra.

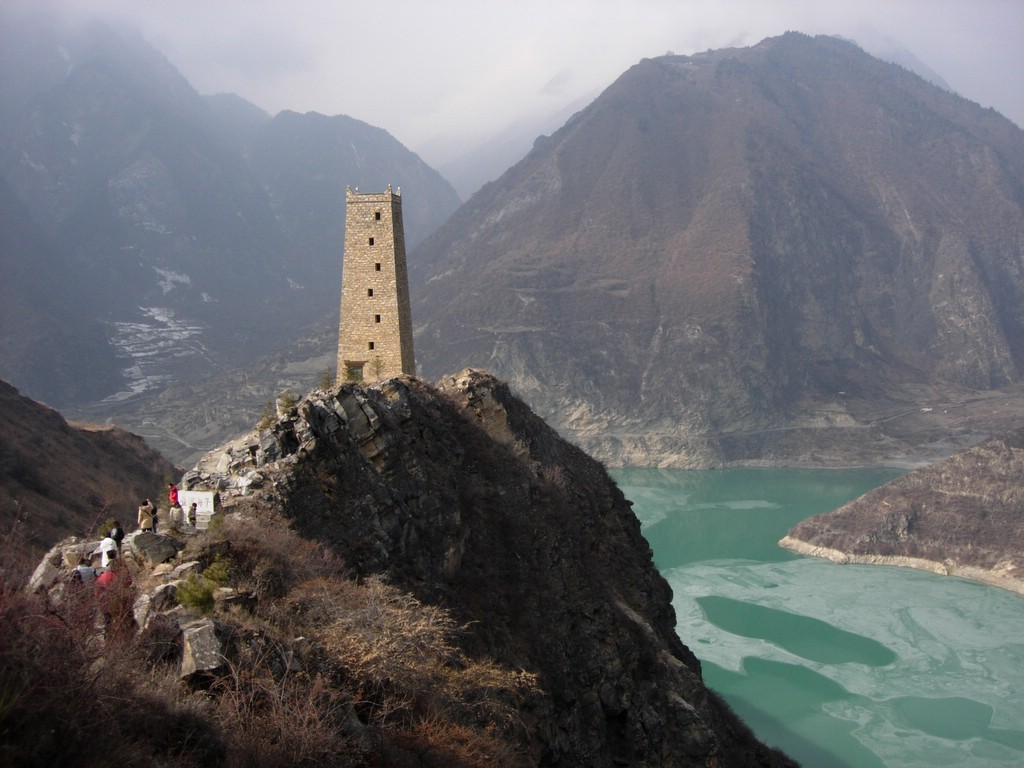
A Tiehszi-tónál (Diexi-tónál) Szecsuan (Sichuan) tartományban

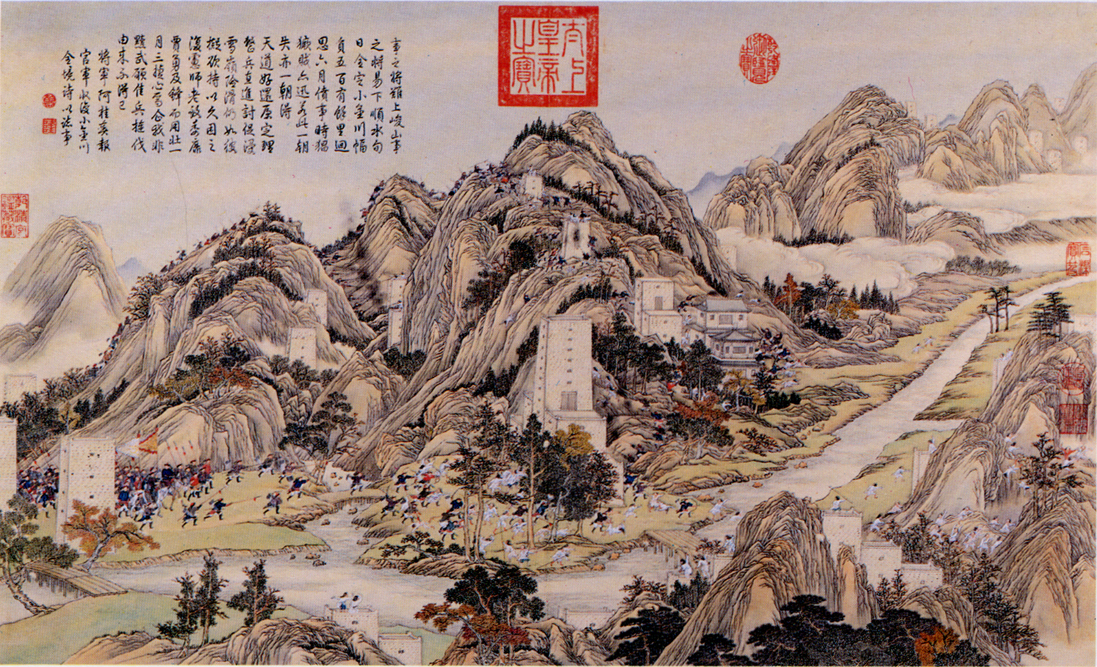
Himalájai tornyok a jincsuáni (jinchuani) hadjáratokat ábrázoló festményen

## Műemléki védettség
A tornyokat a Műemléki Világalap (World Monuments Fund) felvette a 2006-os Műemléki Világfigyelő (World Monuments Watch) veszélyeztetett kulturális helyszínek listájára. A tornyok ismeretlenek voltak a kínai kulturális szakértők előtt, mielőtt veszélyeztetett területté nyilvánították volna. A Műemléki Világalap forrásokat különített el egyes tornyok javítására és konzerválására, amelyek az idők során megrongálódtak vagy elhanyagolttá váltak. A helyiek szorgalmazzák, hogy a tornyokat és a tájat az UNESCO világörökségi listájára vegyék fel.

## Dokuentumfilm
- Frederique Darragon: Secret Towers Of The Himalayas, ’A Himalája titkos tornyai’, 45 perc, narrátor: Michel Peissel, 2003, (angolul)

## Hasonló
- Tiaolou (Diaolou)
- Lakótorony
- San Gimignano lakótornyai

## Lásd még
- http://www.sciencemag.org/cgi/content/summary/303/5666/1972a
- https://web.archive.org/web/20120220033032/http://www.stonefoundation.org/stonexus/snx7issue/startowers.pdf
- http://www.journal.acs-cam.org.uk/data/archive/200902.htm –
- http://www.newsweek.com/id/60649